# Geranomyia sakaguchii
Geranomyia sakaguchii är en tvåvingeart som beskrevs av Alexander 1924. Geranomyia sakaguchii ingår i släktet Geranomyia och familjen småharkrankar. Inga underarter finns listade i Catalogue of Life.